# ایستگاه رویال یورک
ایستگاه رویال یورک (انگلیسی: Royal York station) یک ایستگاه مترو در خط ۲ بلور–دانفورث در تورنتو، انتاریو، کانادا است.